# Nycteola sagittata
Nycteola sagittata är en fjärilsart som beskrevs av Sheldon 1919. Nycteola sagittata ingår i släktet Nycteola och familjen trågspinnare. Inga underarter finns listade i Catalogue of Life.